# Europa Cup (korfbal) 1996
De Europacup korfbal 1996 was de 11e editie van dit internationale zaalkorfbaltoernooi. In deze editie werd het deelnemersveld teruggebracht van 8 naar 6 teams.

## Deelnemers
Poule A
| Club            | Plaats         | Poule |
| --------------- | -------------- | ----- |
| Mercurius       | Hoboken        | A     |
| Grün-Weiss      | Castrop-Rauxel | A     |
| ISEF Agon Clube | Lissabon       | A     |

Poule B
| Club                      | Plaats    | Poule |
| ------------------------- | --------- | ----- |
| Deetos                    | Dordrecht | B     |
| Sant Llorenç Korfbal Club | Terrassa  | B     |
| Mitcham                   | Londen    | B     |

### Poulefase Wedstrijden
Poule A
| Thuisploeg      |   | Uitploeg        | Uitslag |
| --------------- | - | --------------- | ------- |
| Mercurius       | - | ISEF Agon Clube | 25-7    |
| Grün-Weiss      | - | Mercurius       | 12-17   |
| ISEF Agon Clube | - | Grün-Weiss      | 10-16   |

Poule B
| Thuisploeg  |   | Uitploeg    | Uitslag |
| ----------- | - | ----------- | ------- |
| Deetos      | - | Mitcham     | 18-7    |
| St. Llorenc | - | Deetos      | 16-22   |
| Mitcham     | - | St. Llorenc | 23-7    |

## Finales
| 5e&6e plaats |                 |    |
|              |                 |    |
| A3           | ISEF Agon Clube | 12 |
| B3           | St. Llorenc     | 6  |

| 3e&4e plaats |            |    |
|              |            |    |
| A2           | Grün-Weiss | 12 |
| B2           | Mitcham    | 14 |

| Finale |           |    |
|        |           |    |
| A1     | Deetos    | 22 |
| B1     | Mercurius | 14 |

| Kampioen EuropaCup 1996 |
| ----------------------- |
| Deetos Derde titel      |

## Eindklassement
| Positie | Club            |
| ------- | --------------- |
| Goud    | Deetos          |
| Zilver  | Mercurius       |
| Brons   | Mitcham         |
| 4       | Grün-Weiss      |
| 5       | ISEF Agon Clube |
| 6       | St. Llorenc     |